# Bioelettrochimica
La bioelettrochimica è una branca dell'elettrochimica che studia il trasporto di carica, il potenziale di membrana e le reazioni elettrochimiche che riguardano gli enzimi redox.

## Storia
Gli inizi della bioelettrochimica, così come quelli di elettrochimica, sono strettamente legati alla fisiologia attraverso le opere di Luigi Galvani e Alessandro Volta.
I primi studi nel campo della bioelettrochimica sono quelli del fisiologo tedesco Julius Bernstein, il quale nel 1902 svolse indagini sulla differenza di potenziale determinata dalla differenza di concentrazione degli ioni in corrispondenza delle pareti di una membrana cellulare.
Al 1979 risale la fondazione della Bioelectrochemical Society, da parte di Giulio Milazzo.
Nel corso del XX secolo i campi di applicazione della biolettrochimica si sono moltiplicati e tale disciplina ha mantenuto uno stretto legame con la medicina. Grazie agli sviluppi in questo campo sono stati assegnati diversi premi Nobel a medici e fisiologi.